# Падре-Лас-Касас
Падре-Лас-Касас (исп. Padre Las Casas) — город в Чили. Административный центр одноимённой коммуны. Население — 33 697 человек (2002). Город и коммуна входят в состав провинции Каутин и области Араукания.
Территория коммуны — 400,7 км². Численность населения — 68 138 жителей (2007). Плотность населения — 170,05 чел./км².

## Расположение
Город расположен в 5 км на юго-запад от административного центра области города Темуко.
Коммуна граничит:
- на севере — c коммуной Темуко
- на востоке — с коммуной Вилькун
- на юге — c коммуной Фрейре
- на западе — c коммуной Нуэва-Империаль

## Демография
Согласно сведениям, собранным в ходе переписи Национальным институтом статистики, население коммуны составляет 68 138 человек, из которых 34 199 мужчин и 33 939 женщин.
Население коммуны составляет 7,27 % от общей численности населения области Араукания. 46,45 % относится к сельскому населению и 53,55 % — городское население.